# Herodes Pol·lió
Herodes Pol·lió   (segle I aC - 48 dC) o Herodes de Calcis (grec antic: Ἡρώδης) fou rei de Calcis, fill d'Aristobul (fill d'Herodes el Gran i de Mariamne i germà d'Herodes Agripa I).
Claudi li va concedir el regne de Calcis a petició del seu germà Agripa (any 41) i l'emperador a més li va donar rang pretorià. A la mort d'Herodes Agripa I (44) Claudi li va concedir la superintendència general del temple i dels tresors sagrats de Jerusalem amb el dret de nomenar els grans sacerdots, privilegi que va fer servir per destituir al gran sacerdot Cantheras i nomenar Josep fill de Camos, i més tard per destituir a Josep i nomenar Ananies fill de Nebedeus.
Va regnar vuit anys i va morir l'any 48. Claudi va donar el regne al seu nebot Herodes Agripa II.
Es va casar dues vegades: primer amb Mariamne filla d'Olímpies (filla d'Herodes el Gran) amb la qual va tenir un fill de nom Aristòbul; i en segones noces amb Berenice (filla d'Herodes Agripa I), amb la qual va tenir dos fills: Berecià i Hircà.